# Мохаммед Аль-Хоїш
Мохаммед Халед аль-Хоїш (араб. محمد الهويش; 30 листопада 1986) — саудівський футбольний арбітр. Арбітр ФІФА з 2014 року.

## Кар'єра
Дебютував як головний арбітр у Професіональній лізі Саудівської Аравії в сезоні 2011/12.
Першим відомим міжнародним матчем, який він обслуговував, був товариський матч між збірними Бахрейну і Колумбії 26 березня 2015 року, а наступного року вперше поїхав на міжнародний турнір, яким став Кубок Солідарності АФК 2016 року, де він відсудив два матчі групового етапу.
З лютого 2017 року він також провів свої перші ігри на міжнародному клубному рівні, працюючи на груповому етапі Кубку АФК 2017 року, а перші ігри в Лізі чемпіонів АФК відсудив у сезоні 2021 року.
Згодом судив на груповому етапі і півфінал футбольного турніру Азійських ігор 2018 і два матчі на чемпіонаті Азії серед юнаків до 19 років в 2018 році. З 2019 року він також судив на відбіркових матчах до чемпіонату Азії.
Наприкінці 2021 року від відсудив два матчі чемпіонату Південної Азії, а наступного року працював на молодіжному кубку Азії 2022 року, де він відсудив групову гру та чвертьфінал.
Згодом взяв участь у чемпіонаті Південної Азії 2023 року, молодіжному чемпіонаті світу 2023 року, де він судив три гри. Він також обслуговував матчі на арабському кубку чемпіонів в серпні 2023 року.
В кінці 2023 року, був включений до списку арбітрів на клубний чемпіонат світу 2023 року, відсудив матч півфіналу «Урава Ред Даймондс» — «Манчестер Сіті» (0:3), а на початку наступного року був арбітром Кубок Азії 2024 року.